# Monts Bismarck
Les monts Bismarck sont une chaîne de montagnes de la Nouvelle-Guinée, dans la partie centrale de la Papouasie-Nouvelle-Guinée. Elle tire son nom d'Otto von Bismarck, cette partie de l'île étant une colonie allemande des années 1880 à 1914.
Le point culminant est le mont Wilhelm avec 4 509 m. Le Ramu y prend sa source.